# Thaís de Campos
Thaís de Campos est une actrice brésilienne.

## Biographie
À part sa carrière d'actrice, elle est professeur en arts du spectacle.

## Filmographie
Elle interprète Cristina Furtado Lopes Pereira (Cris) dans la telenovela brésilienne Elas por Elas (pt). Elle interprète Arlete dans la telenovela brésilienne Femmes de sable. Elle interprète Andrezza Muniz Toledo dans la telenovela brésilienne A Viagem (en).

## Vie privée
Elle est mariée avec le Portugais Paulo Bandeira. Elle a deux filles, Carolina (née d'une précédente union) et Clara.